# Oebarina ceresioides
Oebarina ceresioides är en skalbaggsart som beskrevs av Francis Polkinghorne Pascoe 1866. Oebarina ceresioides ingår i släktet Oebarina och familjen långhorningar. Inga underarter finns listade i Catalogue of Life.